# Bhoutan : un petit pays possédé du ciel

Bhoutan : un petit pays possédé du ciel est un  documentaire de moyen-métrage français réalisé en 1975 par Ludovic Segarra

## Synopsis
Découverte du Bhoutan, ce tout petit état, perché dans l'Himalaya, qui fit autrefois partie de la principauté du Tibet et qui se caractérise principalement par l'autosuffisance alimentaire, par le caractère profondément religieux de sa population et par sa propension au bonheur.

## Fiche technique
- Production : Ludovic Segarra Productions, (ORTF)
- Réalisateur, producteur et scénariste : Ludovic Segarra
- Directeur de la photographie : Etienne Carton de Grammont
- Sociétés de production : Institut National de l'Audiovisuel et Ludovic Segarra Productions
- Distribution en DVD : Achives Anne et Ludovic Segarra
- Procédé : couleur, 16 mm (positif & négatif)
- Tournage : au Bhoutan en 1975.
- Genre : documentaire
- Pays :  France
- Durée : 54 minutes
- Sorties en France :
  - à la télévision : 2 décembre 1976
  - en salle : 16 novembre 2009 (Musée national des arts asiatiques - Guimet
  - en DVD : novembre 2009